# Gelasma nigrifrons
Gelasma nigrifrons là một loài bướm đêm trong họ Geometridae.